# Мальбахов Тімбора Кубатійович
Тімбора Кубатійович Мальба́хов (18 листопада 1917, село Муртазово Терської області, тепер село Дейське Терського району Кабардино-Балкарії, Російська Федерація — 19 вересня 1999, місто Нальчик, Кабардино-Балкарія, Російська Федерація) — радянський партійний діяч, голова Президії Верховної Ради Кабардинської АРСР, 1-й секретар Кабардино-Балкарського обласного комітету КПРС. Кандидат у члени ЦК КПРС у 1961—1986 роках. Депутат Верховної Ради СРСР 3—11-го скликань.

## Біографія
Народився 5(18) листопада 1917 року в родині селянина. Закінчив сільську школу в селі Дейському Терського району. З 1931 року навчався в агромеліоративному технікумі.
У 1940 році закінчив Орджонікідзевський державний сільськогосподарський інститут.
З липня по листопад 1940 року — старший агроном, в.о. директора Кантишевської машинно-тракторної станції Чечено-Інгуської АРСР.
У листопаді 1940 — 1946 року — в Червоній армії. Учасник німецько-радянської війни.
Член ВКП(б) з 1942 року.
У лютому — грудні 1946 року — заступник завідувача сільськогосподарського відділу Кабардинського обласного комітету ВКП(б).
У грудні 1946 — лютому 1949 року — 1-й секретар Кубинського районного комітету ВКП(б) Кабардинської АРСР.
У лютому 1949 — квітні 1952 року — секретар, 2-й секретар Кабардинського обласного комітету ВКП(б).
У квітні 1952 — січні 1957 року — голова Президії Верховної Ради Кабардинської АРСР.
У 1953 році заочно закінчив Вищу партійну школу при ЦК КПРС.
У грудні 1956 — 19 жовтня 1985 року — 1-й секретар Кабардино-Балкарського обласного комітету КПРС.
З жовтня 1985 року — персональний пенсіонер союзного значення в місті Нальчику.

## Нагороди
- чотири ордени Леніна
- орден Трудового Червоного Прапора
- орден Вітчизняної війни І ст.
- орден Вітчизняної війни ІІ ст.
- орден Червоної Зірки
- медаль «За відвагу»
- медаль «За трудову доблесть»
- медалі